# Limski-Kanal

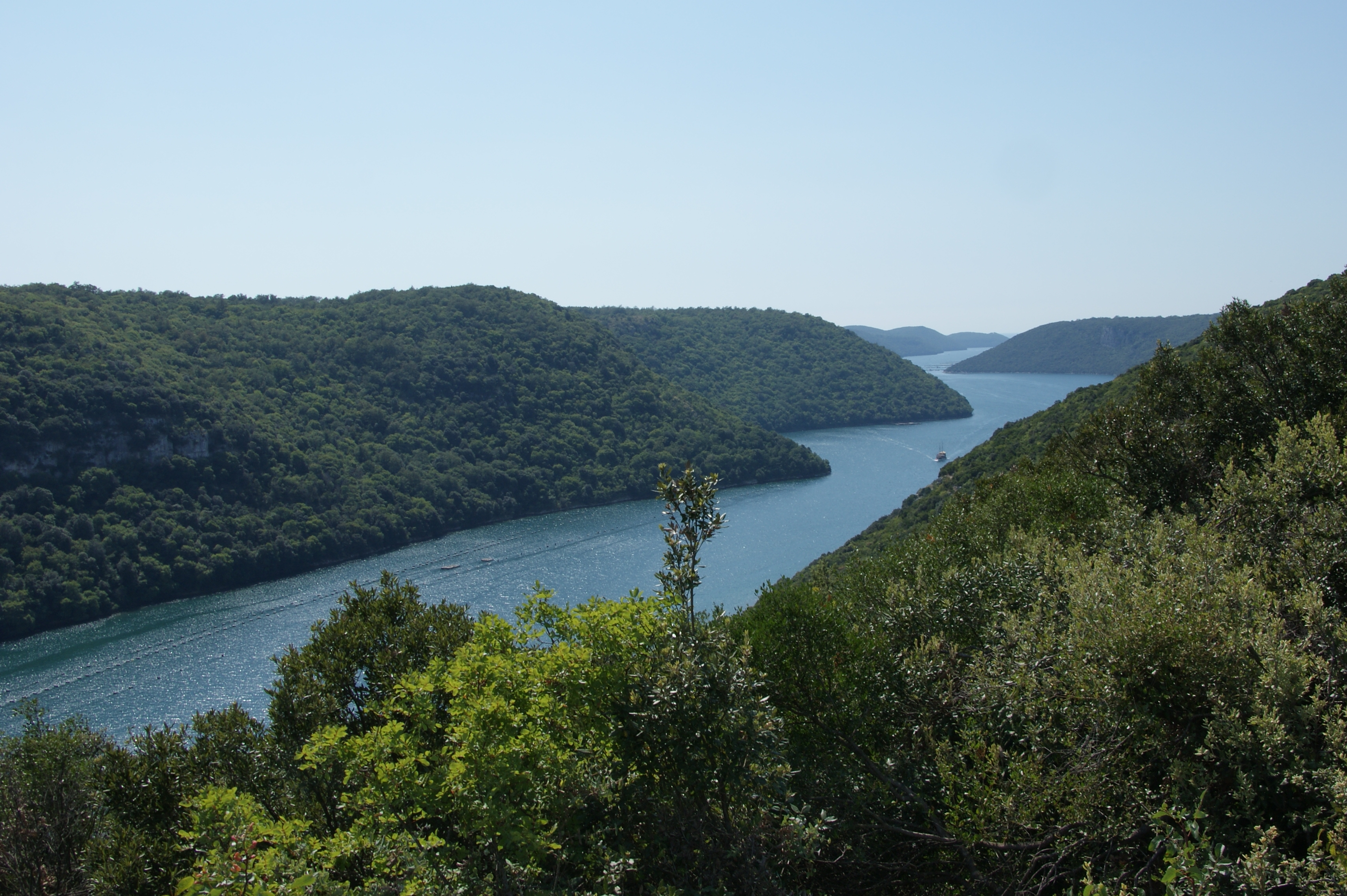
Panoramablick auf den Lim-Kanal (August 2009)

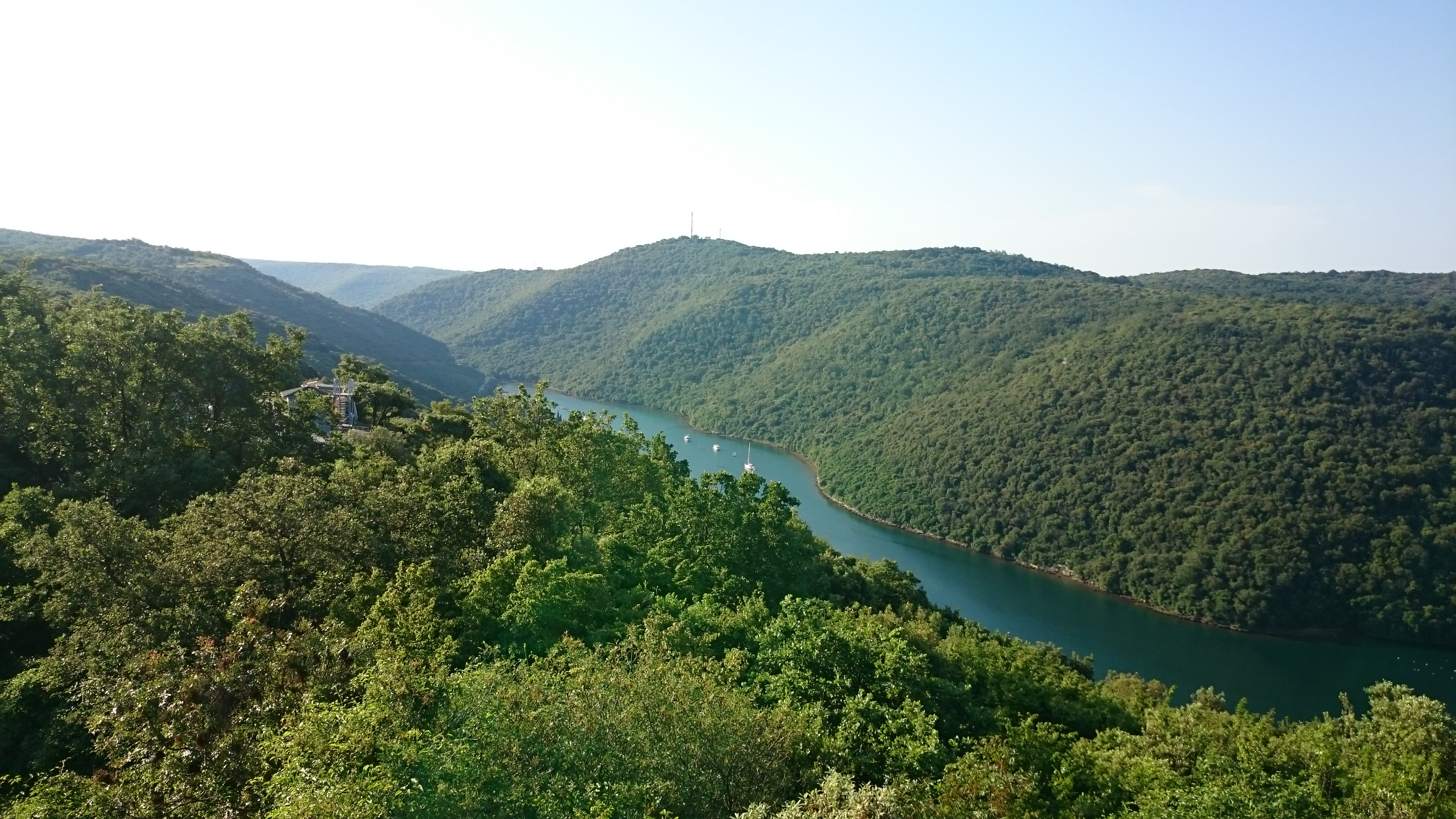
Geländemorphologie im Lim-Kanal

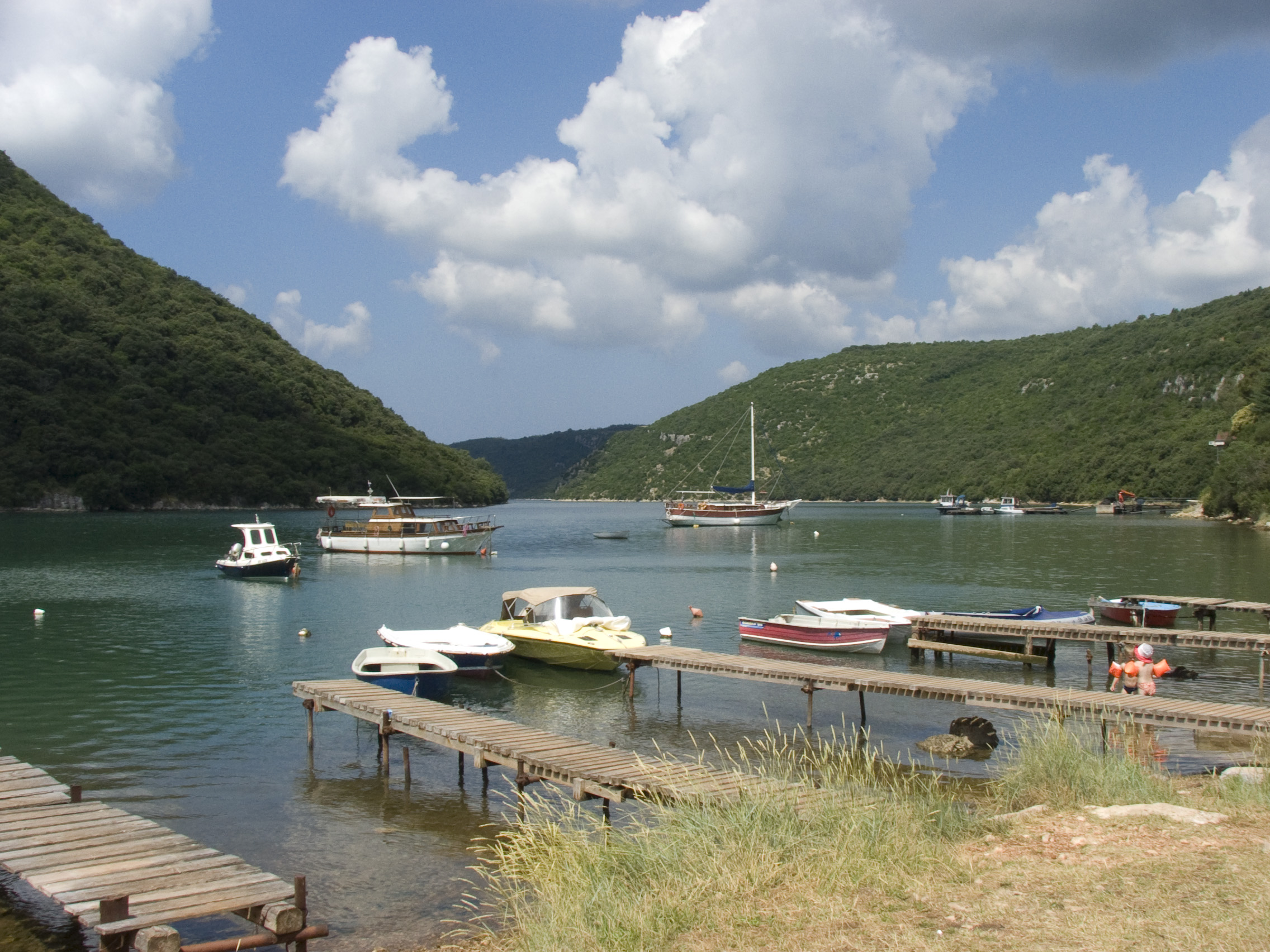
Ufersicht auf den Lim-Kanal (Juli 2008)

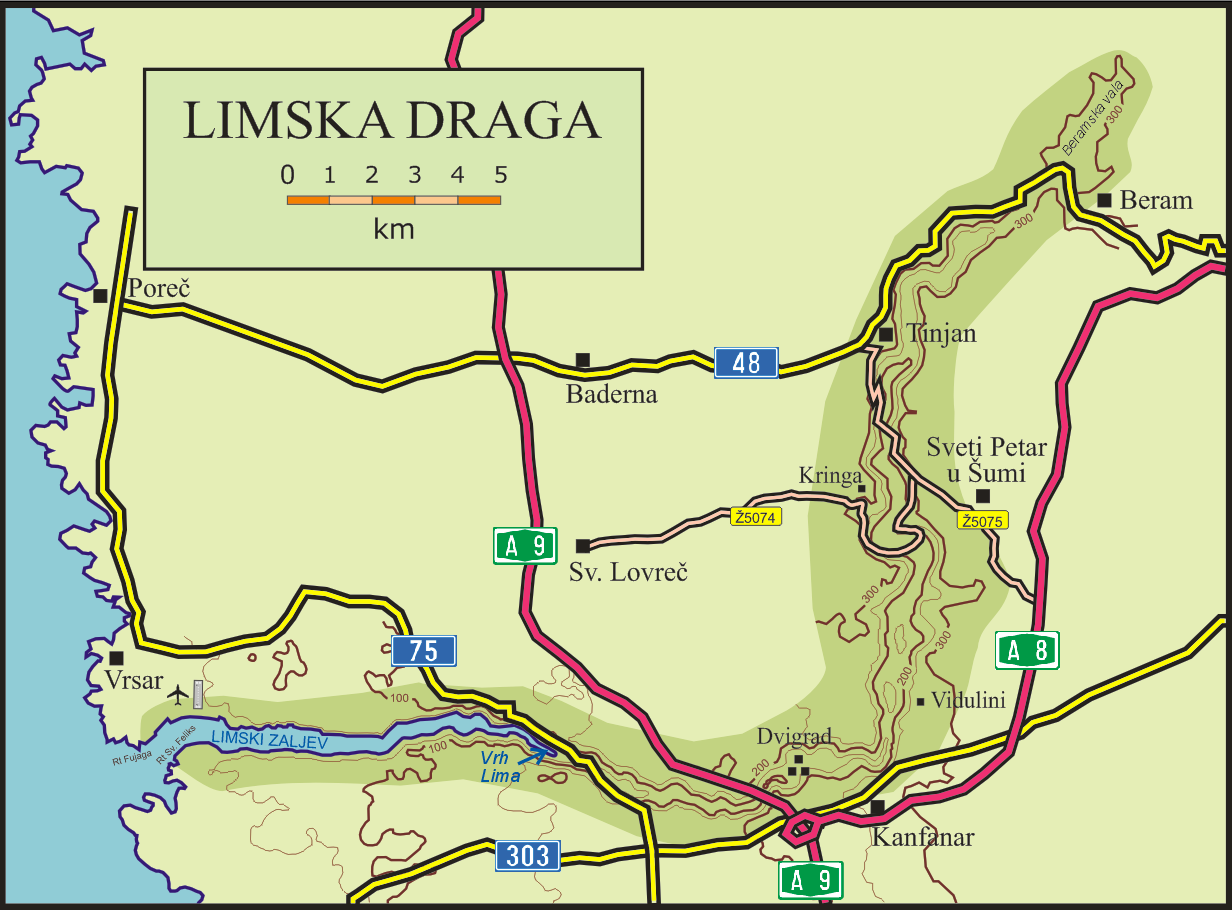
Lagekarte des Lim-Kanal und des sich inländisch fortsetzenden Trockentales

Der Limski-Kanal oder Lim-Kanal (kroatisch Limski zaljev für „Limbucht“ oder „Limski fjord“; italienisch Canale di lemme oder Canale di leme) ist ein schmaler Meeresarm an der Westküste der kroatischen Halbinsel Istrien. Die Fortsetzung in das Landesinnere bildet das Lim-Tal (kroatisch Limska Draga), ein Trockental.

## Lage
Das östliche Ende des Lim-Kanals liegt als schmaler Zipfel aus administrativer Sicht in den Dörfern Bubani und Jural. Von dort aus zieht sich das Gewässer knapp zehn Kilometer in westliche Richtung und erreicht eine Tiefe von 30 Meter, ehe es zwischen den Städten Vrsar und Rovinj in den Golf von Venedig, den nördlichen Teil des Adriatischen Meeres, mündet. Im Mündungsbereich erreicht er eine Breite von etwa 600 Metern.
Die Flanken der Bucht sind mit dichtem Gehölzbewuchs bedeckt.
In der Zeit des Römischen Kaiserreichs bildete der Lim-Kanal eine inneristrische Grenze zwischen den Agerterritorien von Parentium und Colonia Iulia Pollentia Herculanea.

## Geologie und Hydrographie
Nach geomorphologischen Gesichtspunkten handelt es sich beim Limski-Kanal um ein ertrunkenes Kerbtal (Rias) an einer Ingressionsküste. Ursprünglich stellte er als Ästuar die Mündung eines Flusses dar, der über den Kanal in den Golf von Venedig entwässerte. Dieser Fluss ist jedoch mittlerweile in seinem Unterlauf trockengefallen und versickert heutzutage bereits mehrere Kilometer „flussaufwärts“ im Talbereich. Im zurückgebliebenen, über Jahrmillionen in die Umgebung eingeschnittenen Lim-Tal (Limska draga), das sich an das östliche Ende des Kanals anschließt, kann man noch heute die mäandrierende Talweitung des Flusslaufs nachvollziehen.

## Wirtschaft
An seinen Ufern haben sich wegen des geringen Salzgehalts und der hohen Sauerstoffkonzentration des Brackwassers mehrere Aquakulturen mit Plankton-, Fisch- und Muschelzuchten angesiedelt. Dort werden neben Austern auch Raue Venusmuscheln geerntet.

## Trivia
Aufgrund der optischen Ähnlichkeiten mit den skandinavischen Fjorden diente der Kanal wiederholt als Kulisse für Filme – beispielsweise für Die Wikinger (1958) und Raubzug der Wikinger (1964).